# Лесные пастушки
Лесные пастушки (лат. Aramides) — род птиц из семейства пастушковых (Rallidae). Распространены в Центральной и Южной Америке, два вида (A. axillaris и A. albiventris) встречаются и на юге Северной Америки. Самый крупный представитель рода A. ypecaha достигает длины 45 см и массы 860 г, тогда как самым мелким является A. mangle с длиной тела до 29 см и массой около 160 г.

## Таксономия и этимология
Род Aramides был выделен французским зоологом и орнитологом Жаком Пюшраном (фр. Jacques Pucheran, 1817—1895) в 1845 году.
Родовое название представляет собой сочетание латинского названия рода Aramus Vieillot, 1816 и др.-греч. οιδης — «напоминающий».

## Классификация
В состав рода включают 8 видов:
| Изображение | Русское название              | Научное название     | Распространение |
| ----------- | ----------------------------- | -------------------- | --- |
|             | Буроголовый лесной пастушок   | Aramides axillaris   | Белиз, Колумбия, Коста-Рика, Эквадор, Гвиана, Гайана, Сальвадор, Гондурас, Мексика, Панама, Перу, Суринам, Тринидад и Тобаго, Венесуэла             |
|             | Малый лесной пастушок         | Aramides mangle      | Бразилия |
|             |                               | Aramides albiventris | от юга Мексики до Коста-Рики |
|             | Серошейный лесной пастушок    | Aramides cajaneus    | Аргентина, Боливия, Бразилия, Колумбия, Коста-Рика, Эквадор, Гвиана, Гайана, Панама, Парагвай, Перу, Суринам, Тринидад и Тобаго, Уругвай, Венесуэла |
|             | Бурый лесной пастушок         | Aramides wolfi       | Колумбия, Эквадор, Перу |
|             | Гигантский лесной пастушок    | Aramides ypecaha     | Аргентина, Боливия, Бразилия, Парагвай, Уругвай |
|             | Краснокрылый лесной пастушок  | Aramides calopterus  | Бразилия, Эквадор, Перу |
|             | Аспидногрудый лесной пастушок | Aramides saracura    | Бразилия и восток Парагвая |

Aramides gutturalis — спорный вид птиц семейства Rallidae. Ранее считалось, что он был эндемиком Перу и, по-видимому, вымер из-за потери среды обитания некоторое время назад в XX веке. В 2006 году этот вид был отнесен к сомнительному таксону, BirdLife International в 2009 году исключила его из списка вымерших видов, поскольку это мог быть либо плохо подготовленный экземпляр A. cajanea, либо подвид A. wolfish.